# Khaled Shamarikh
Khaled Shamarikh (Arabic:خالد شماريخ) (sinh ngày 7 tháng 6 năm 1990) là một cầu thủ bóng đá người Các Tiểu vương quốc Ả Rập Thống nhất. Hiện tại anh thi đấu cho Emirates Club.